# Lea Mederal Gams
Lea Mederal Gams, slovenska televizijska voditeljica
Študirala je na Fakulteti za družbene vede v Ljubljani.

### Zasebno
Leta 2017 se je poročila.

## Vodenje televizijskih oddaj
- U3P (TV3)[3]
- Hajlajf (TV3)[3]
- Vroče z Leo (TV3)[3]
- Človek človeku (Gold TV)[4]
- Potep z Leo (TV3)[3]